# لوفينغن
لوفينغن (بالألمانية: Löffingen) هي مدينة وبلدة ألمانية تقع في ألمانيا في Breisgau-Hochschwarzwald.[بحاجة لمصدر] يقدر عدد سكانها بـ 7,954 نسمة .

## أعلام
- ماركوس شولر
- مارتن براون